# Слалом (фильм)
«Slalom» (рус.  «Слалом») — художественный фильм, снятый в Италии в 1965 году. Режиссёр — Лучано Сальче, авторы сценария — Франко Кастеллано и Джузеппе Моччиа. Композитор — Эннио Морриконе, оператор — Альфио Контини, продюсер — Mарио Чекки Гори. Общее время фильма — 108 минут. Язык — итальянский.

## Сюжет
Люсио и Риккардо взяли своих жен на зимние каникулы, но обезумели от соблазнения и красоты Нади и Елены, заманившие их в неожиданное и опасное приключение.

## В ролях
- Витторио Гассман — Люсио.
- Адольфо Чели — Риккардо.
- Беба Лончар — Елена.
- Боб Оливер — Джордж.
- Пьеро Вида — убийца.
- Даниэла Бианки — Надя.
- Эмма Даниели — Хильдь (жена Люсио).